# Джузепе Джакоза
Джузепе Джакоза (на италиански: Giuseppe Giacosa, 1847 – 1906) е италиански поет, драматург и либретист.

## Биография
Роден е в Колерето Парела близо до Торино. Баща му е магистрат. Джакоза завършва право в Торинския университет през 1868 г., но не прави юридическа кариера. Вместо това работи във фирмата на баща си и се запознава с фигури от литературния живот в Торино като Сакети, Бойто и Камерана от кръга „Данте Алигиери“.
Джакоза добива популярност като автор на „Шахматна партия“ (1871). Други важни произведения на Джакоза са „Триумф на любовта“ (1875), „Събрат по оръжие“ (1877).
През 1888 г. отива в Милано и преподава рецитаторско изкуство и литература в Миланската консерватория. Когато драматичните му текстове стават успешни, Джакоза се отказва от преподаването и се посвещава изцяло на писателската дейност. От този период са творби като „Тъжна любов“ (1887), „Като листа“ (1900), „По-силните“ (1904).
Пиесите му имат известен успех в родината му, но най-голяма слава печели като либретист на Джакомо Пучини. Съавтор на либретата за оперите „Бохеми“, „Тоска“ и „Мадам Бътерфлай“ на Пучини, написани съвместно с Луиджи Илика. Тематиката в творбите му е обвързана с тогавашните буржоазни ценности. Действието се развива предимно в Пиемонт.
Освен в областта на драматургията, Джакоза се изявява и като белетрист, пише разкази.